# Leur premier né
Pour plus de détails, voir Fiche technique et Distribution.
Leur premier né (Thomas Graals bästa barn) est un film muet suédois réalisé par Mauritz Stiller, sorti en 1918.

## Synopsis
Thomas Graal, un scénariste de cinéma, essaie d'embrasser sa secrétaire, qu'il apprécie énormément mais celle-ci s'enfuit de surprise. Dans sa tristesse, Thomas se lance dans la rédaction d'un scénario inspiré par sa récente mésaventure...

## Fiche technique
- Titre : Leur premier né
- Titre original : Thomas Graals bästa barn
- Réalisateur : Mauritz Stiller
- Scénario : Mauritz Stiller et Gustaf Molander
- Photographie : Henrik Jaenzon
- Décors : Axel Esbensen
- Format : Noir et blanc
- Durée : 1 heure 35 minutes
- Date de sortie :
  - Suède (pays d'origine) : 21 octobre 1918

## Distribution
- Victor Sjöström : Thomas Graal
- Karin Molander : Bessie
- Josef Fischer : Alexander Douglas
- Jenny Tschernichin-Larsson : Clotilde Douglas
- Axel Nilsson : John
- Edvin Adolphson : un invité
- Hugo Björne : un invité au mariage
- Gucken Cederborg : la cuisinière
- Kotti Chave
- Gösta Gustafson : un étudiant
- Paul Hagman
- Wictor Hagman : un invité au mariage
- Julius Hälsig : un invité
- Helge Kihlberg : un invité au mariage
- Tor Weijden : un invité au mariage
- Torsten Winge : Rudolf P.
- Oscar Åberg : un invité au mariage
- Olof Ås : le chauffeur